# Porangahau
Porangahau – miejscowość we wschodniej Nowej Zelandii. Położone jest na Wyspie Północnej w południowej części regionu Hawke’s Bay. Miasto leży niedaleko góry Taumatawhakatangihangakoauauotamateapokaiwhenuakitanatahu.